# Гілберт О'Салліван
Гілберт О'Саллівен (Gilbert O'Sullivan), справжнє ім'я Реймонд О'Саллівен (Raymond Edward O'Sullivan; 1 грудня 1946, Вотерфорд, Ірландія) — вокаліст, клавішних, композитор, автор текстів.
Ще у дитинстві разом з батьками О'Саллівен переселився до Свіндона, Англія, де навчався у «Swindon College Of Art». Водночас на початку 1960-х років він грав у гуртах The Doodles та The Perfectsi Rick's Blues (майбутній Supertramp), а також писав пісні для інших виконавців.
1968 року після закінчення коледжу артист уклав угоду з фірмою "CBS" та під псевдонімом Gilbert записав, щоправда, без успіху, твір "What Can I Do?". Незабаром він перебрався на фірму Філа Соломона "Major Minor", яка видала його сингл "Mr. Moody Garden", що теж не мав популярності.
У пошуках нового менеджера О'Саллівен звернувся до Гордона Міллса (Gordon Mills), завдяки якому міжнародного визнання здобули Том Джонс та Енгелберт Хампердінк. Отримана демо-плівка Гілберта вразила Міллеа і менеджер вирішив зробити артисту промоцію на власній новоствореній фірмі "МАМ". На новій фірмі співак дебютував синглом «Nothing Rhymed», до якого ввійшло кілька творів з дуже цікавими текстами та чудовою мелодією. Наприкінці 1970 року ця сорокап'ятка дійшла до британського Тор-10, а сам автор став частим гостем на телебаченні, де з'являвся із смішною зачіскою (нагадувала перевернуту догори миску), коротких штанях та у дитячому картузі. Цього іміджу співак дотримувався під час роботи ще над кількома платівками, відіграваючи роль антизірки.
Деякий час О'Саллівен мешкав на теренах власності Міллса, отримуючи скромну платню в розмірі 10-и фунтів за тиждень. Проте він мав беззаперечний талант, а вмінням творити ліричні, що легко запам'ятовуються мелодії, дорівнював самому Полу Маккартні. Це стосується, наприклад, хітів "We Will", "No Matter How I Try" та "Alone Again (Naturally)". До речі, підозра, що привабливість артиста та його пісні мають лише локальний попит, миттєво розвіялися, коли сингл "Alone Again" злетів на перше місце американського чарту і був проданий у кількості понад мільйон примірників.
Дебютний альбом співака "Himself" також виявився дуже вдалим. До нього, наприклад, ввійшов радіо-хіт "Matrimony". 1972 року О'Саллівен став одним з найкомерційніших артистів у Великій Британії і тоді ж записав два чергові британські хіти номер один: "Clair" та "Get Down". Обидва сингли також потрапили до американського Тор-10. У цей же період радикальних змін зазнав й імідж артиста.
Другий альбом «Back To Front», очоливши британський чарт, сподобався однаково як старшому поколінню, так і підліткам. Справи артиста непогано йшли і за межами Британії. На певний час навіть здалося, що О'Саллівен став справжньою загрозою Елтону Джону, як найвідомішому "експортному" творцю та виконавцю з Великої Британії. Однак незважаючи на чергові хіти "Ooh Baby", "Happiness Is Me & You" та "Christmas Song" у середині 1970-х років стало очевидно, що популярність Гілберта почала спадати, а після появи влітку 1973 року у британському Тор-20 композиції "I Don't Love You But I Think I Like You" кар'єра вокаліста взагалі застигла на місці.
Після демонстративної сварки з Міллсом, О'Саллівен залишив фірму "МАМ" і повернувся до "CBS". Проте за наступні п'ять років результатом співпраці з "CBS" став лише хіт "What's In A Kiss?" і здавалося, що без допомоги Міллса колишня зірка не зможе повернути колишню славу. Врешті-решт суперечкам з колишнім менеджером настав кінець, коли навесні 1982 року дійшло до юридичної боротьби. Суд не лише визнав правоту артиста і призначив чимале відшкодування, водночас анолювавши всі укладені з "МАМ" угоди, але й віддав розпорядження повернути О'Саллівену його демо-плівки та авторські права на пісні. Однак незважаючи на перемогу над Міллсом, співаку так і не вдалося повернути собі популярність.

## Дискографія
- 1971: Himself
- 1972: Back To Front
- 1973: I'm A Writer, Not A Fighter
- 1974: A Stranger In My Own Back Yard
- 1976: Greatest Hits
- 1977: Southpaw
- 1980: Off Centre
- 1981: 20 Golden Greats
- 1981: 20 Of The Very Best
- 1982: Life & Rhymes
- 1985: 20 Golden Pieces Of Gilbert O'Sullivan
- 1985: The Collection
- 1986: 16 Golden Classics
- 1988: Frobisher Drive
- 1989: In The Key Of G
- 1991: Nothing But The Best
- 1993: Sounds Of The Loop
- 1995: Every Song Has Its Play
- 1997: Singer Sowing Machine
- 2001: Irlish
- 2003: Piano Foreplay
- 2004: The Berry Vest Of Gilbert O'Sullivan
- 2007: A Scruff At Heart